# Tårs (Hjørring)
Pour les articles homonymes, voir Tårs.
Tårs est un village de la municipalité de Hjørring, au Vendsyssel (en), dans la partie nord du Jutland (Danemark). En janvier 2014, sa population est estimée à 1 932 habitants.

## Histoire
Le nom du village est probablement inspiré du dieu mythologique Thor. Ainsi, en 1264, le lieu est désigné sous le nom de Thorse, qui peut signifier « sanctuaire de Thor ».